# Арцруні Григор
Григор Арцруні́ (27 лютого 1845, Москва — 19 грудня 1892, Тифліс, нині Тбілісі) — вірменський ліберальний громадський діяч, публіцист.

## Біографія
Освіту здобував у Московському університеті, Петербурзькому університеті та за кордоном.
Один із керівників руху за звільнення турецьких вірмен з допомогою Російської імперії.
1875 у Тифлісі заснував газети «Мшак» («Трудівник»). На шпальтах цієї газети, зокрема, дав високу оцінку книзі Віктора Абази «Історія Вірменії» (1888).
Арцруні був прихильником демократичних реформ, капіталістичного розвитку Вірменії.

## Творчість
У фейлетонах висміював пороки суспільно-літературного життя. Значну частину його робіт присвячено захисту реалізму.
Серед художніх творів Арцруні:
- оповідання «Тут і там» (1890),
- повість «Евеліна» (1891),
- драма «Гюлізар» (опубліковано 1912)